# 아심 마디보
아심 오메르 알 하지 마디보(아랍어: عاصم ماديبو, Assim Omer Al Haj Madibo, 1996년 10월 22일 ~ )는 카타르의 축구 선수로, 현재 카타르 스타스 리그의 알두하일 SC와 카타르 축구 국가대표팀에서 미드필더로 뛰고 있다.